# Patella caerulea
Patella caerulea is een slakkensoort uit de familie  Patellidae. De wetenschappelijke naam werd gepubliceerd in 1758 door Carl Linnaeus in de tiende editie van Systema naturae.

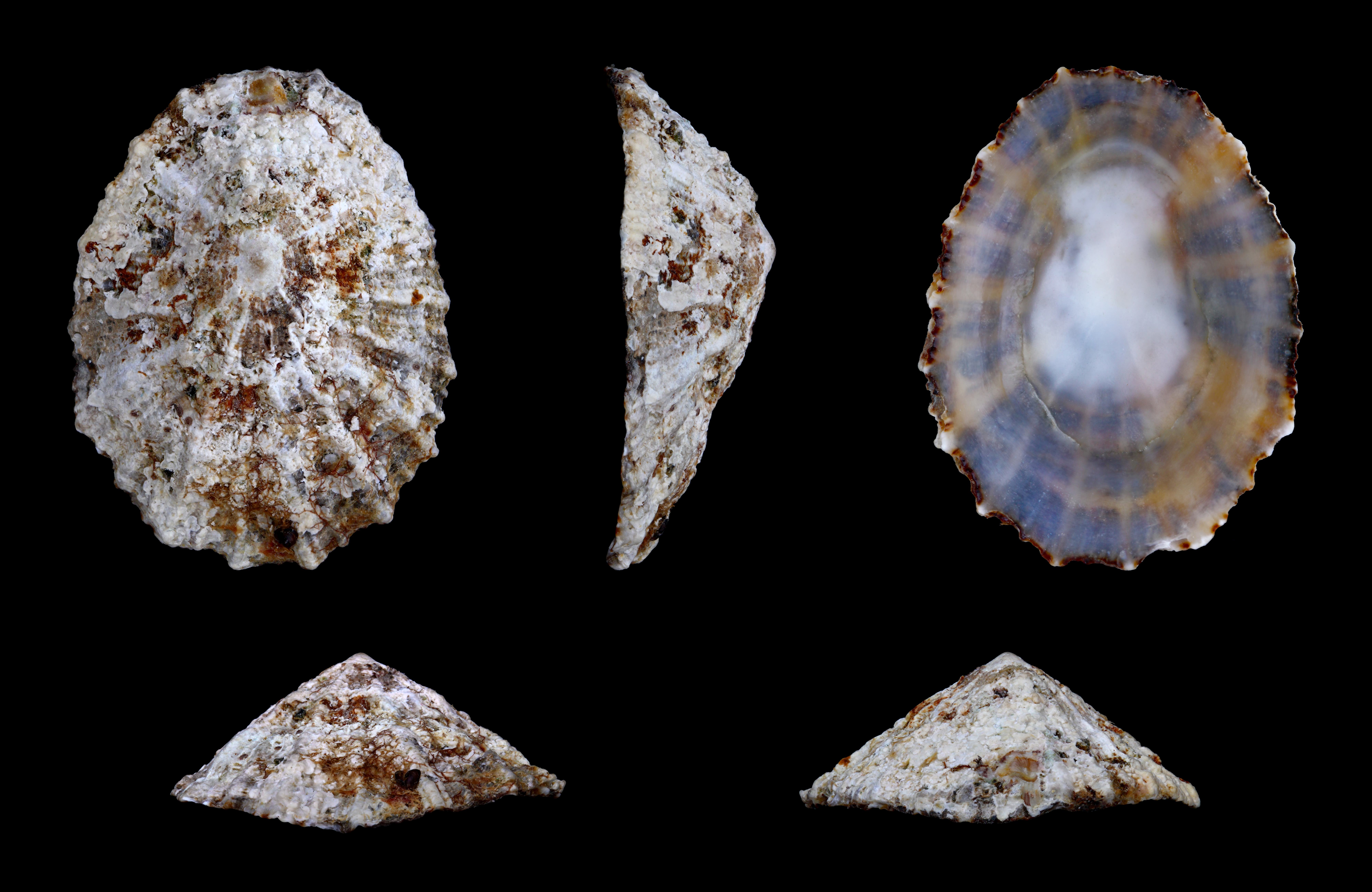
Patella caerulea
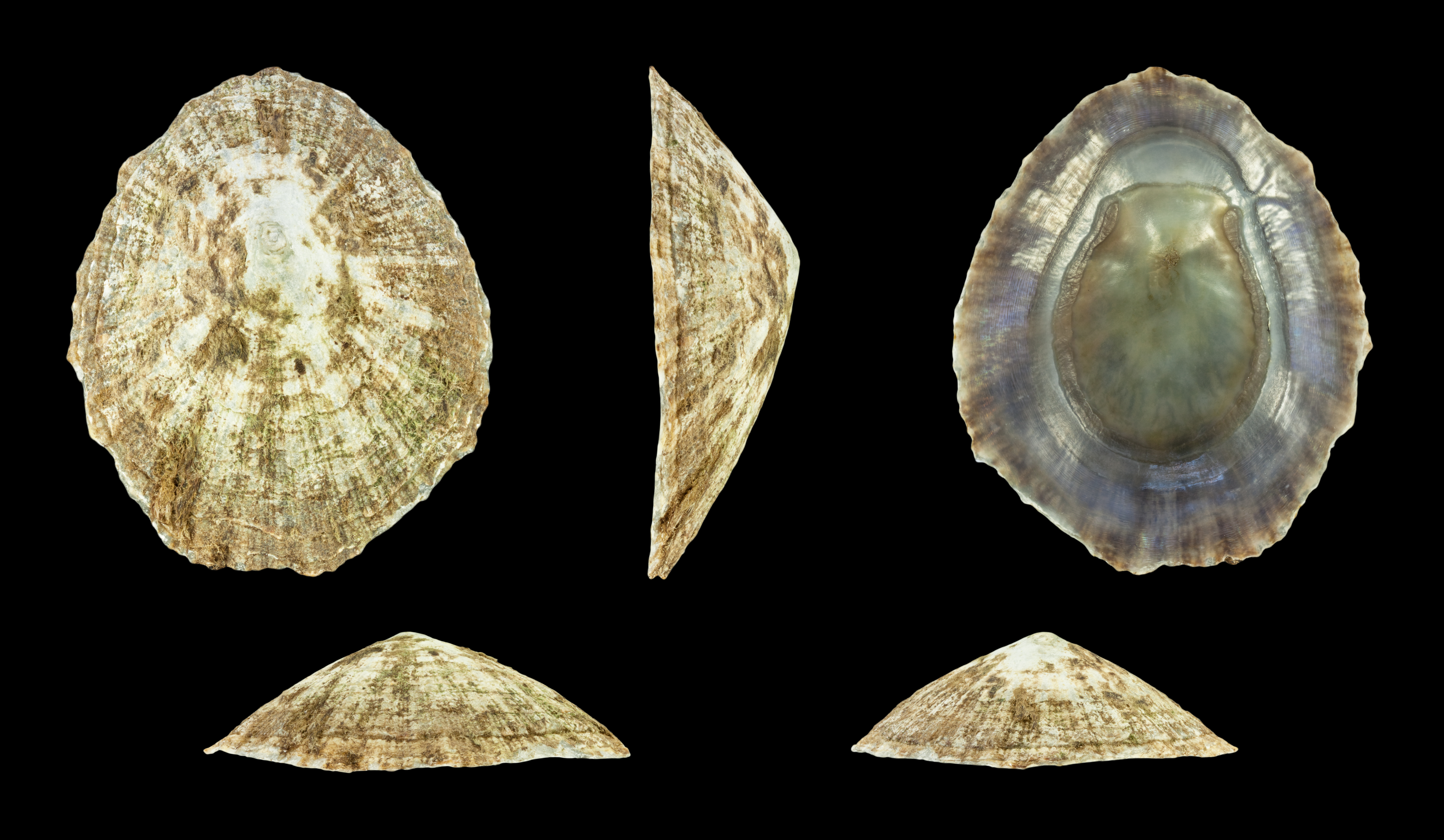
Patella caerulea f. fragilis
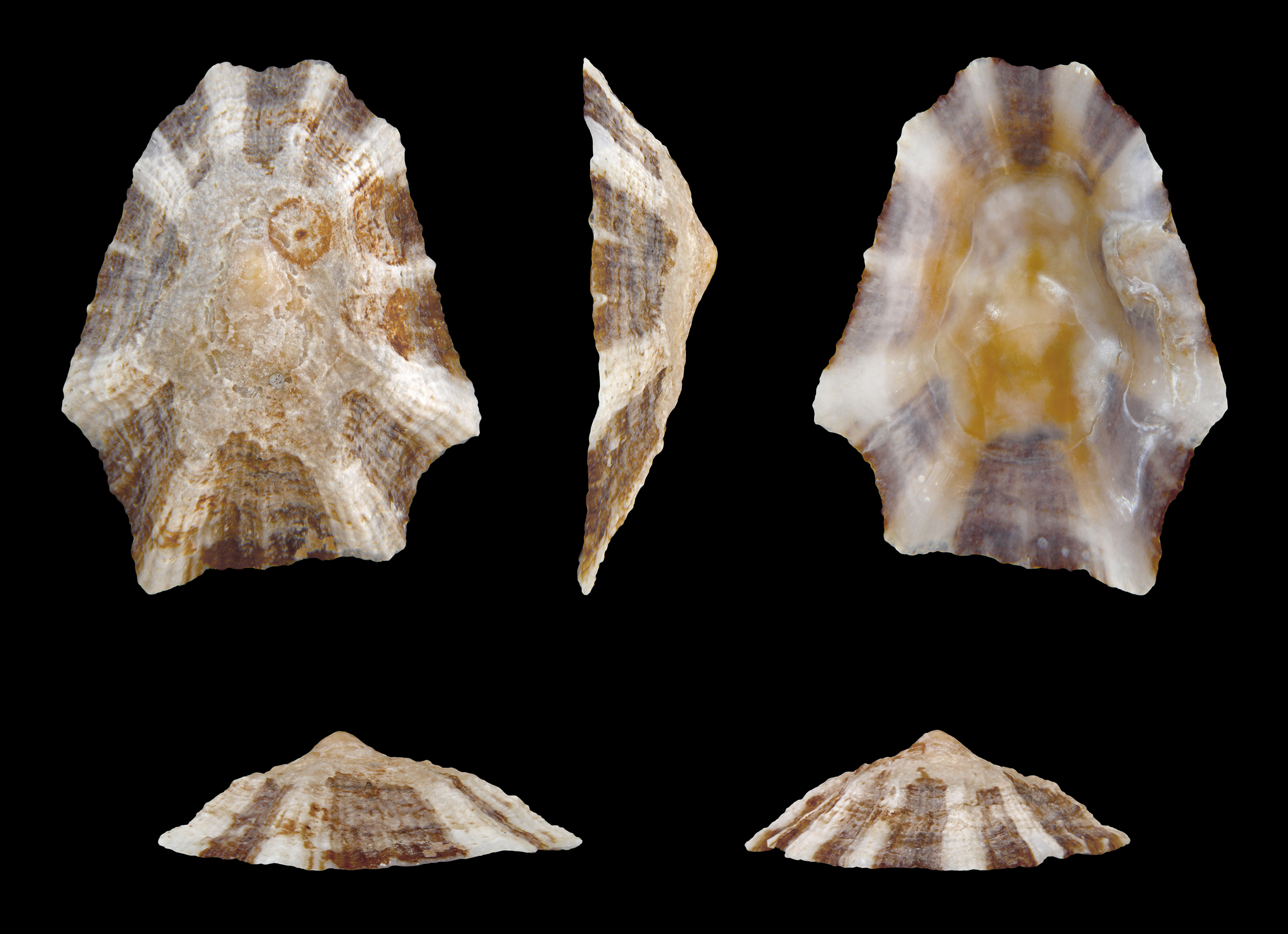
Patella caerulea f. stellata